# Клубочек
Клубочек (лат. glomerulus) — это цимозное соцветие, плеохазий, у которого цветоножки очень коротки и неодинаковой длины, а цветки неправильно скучены.
Клубочек присущ таким растениям как марь, Chenopodium, свеклы, Herniaria, Adoxa и у др.).
- Клубочек колокольчика сборного (Campanula glomerata L.)
- Клубочек ясколки скученной (Cerastium glomeratum Thuill.)
- Клубочек щавеля клубковатого (Rumex conglomeratus Murray)

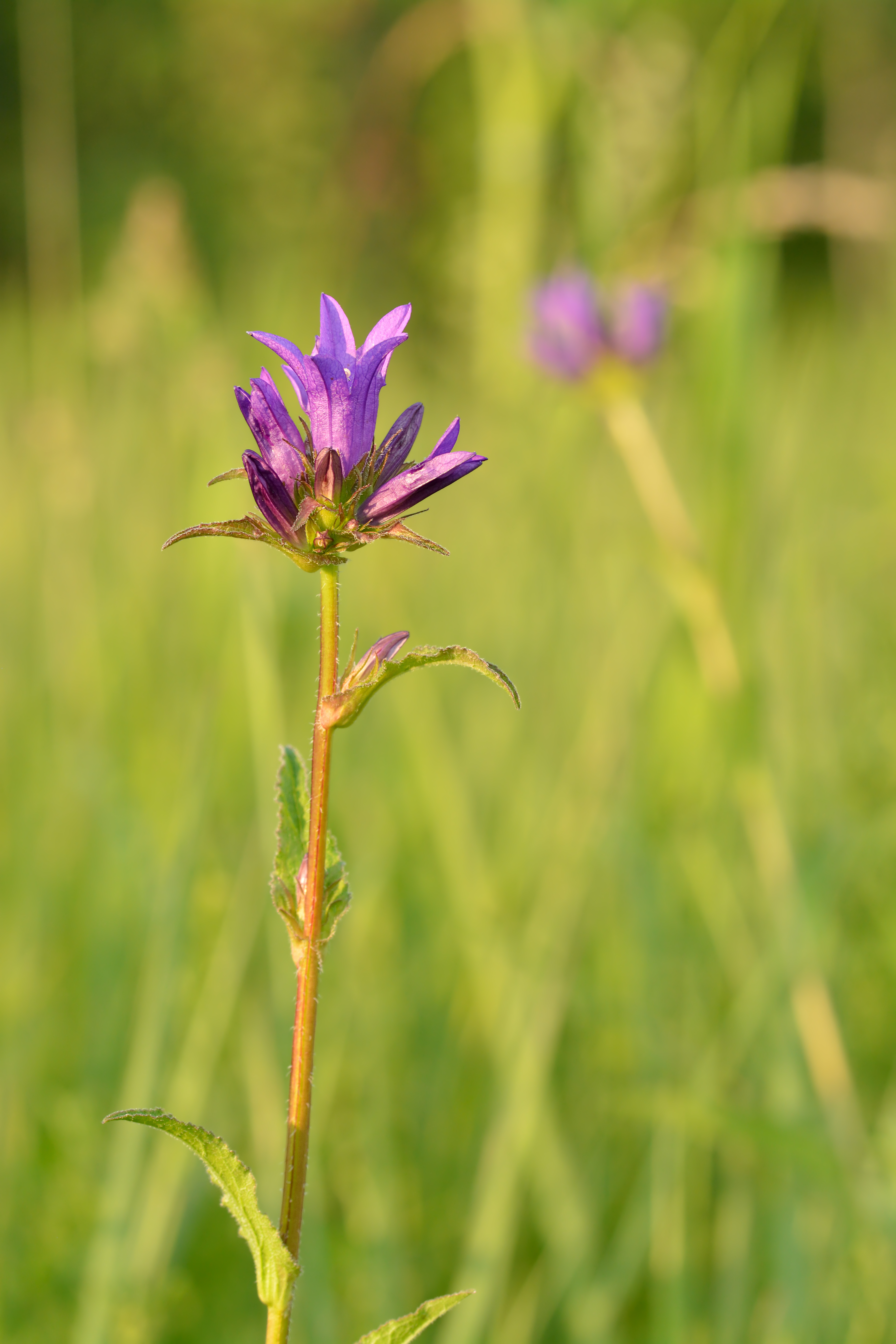
Клубочек
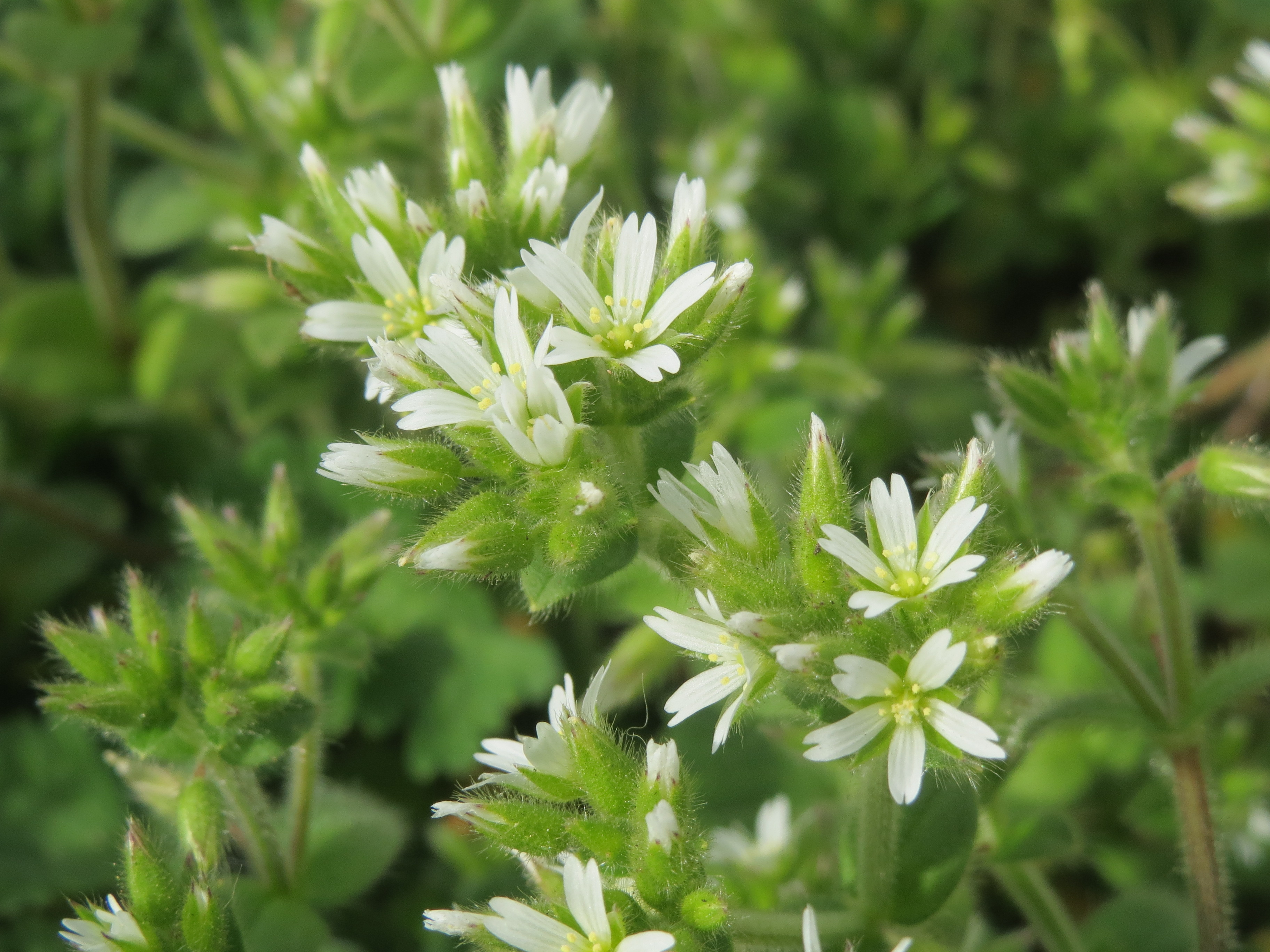
Клубочек
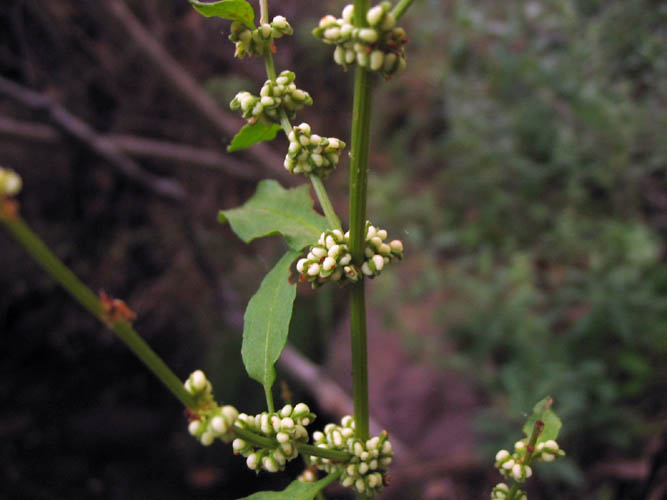
Клубочек
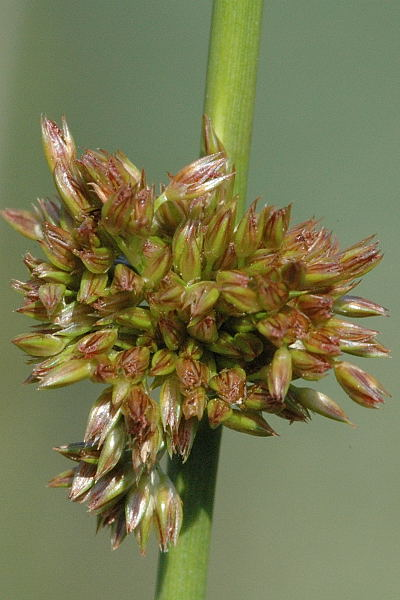
Метёлка cитника скученного (Juncus conglomeratus L.) видоизмененная в клубочек
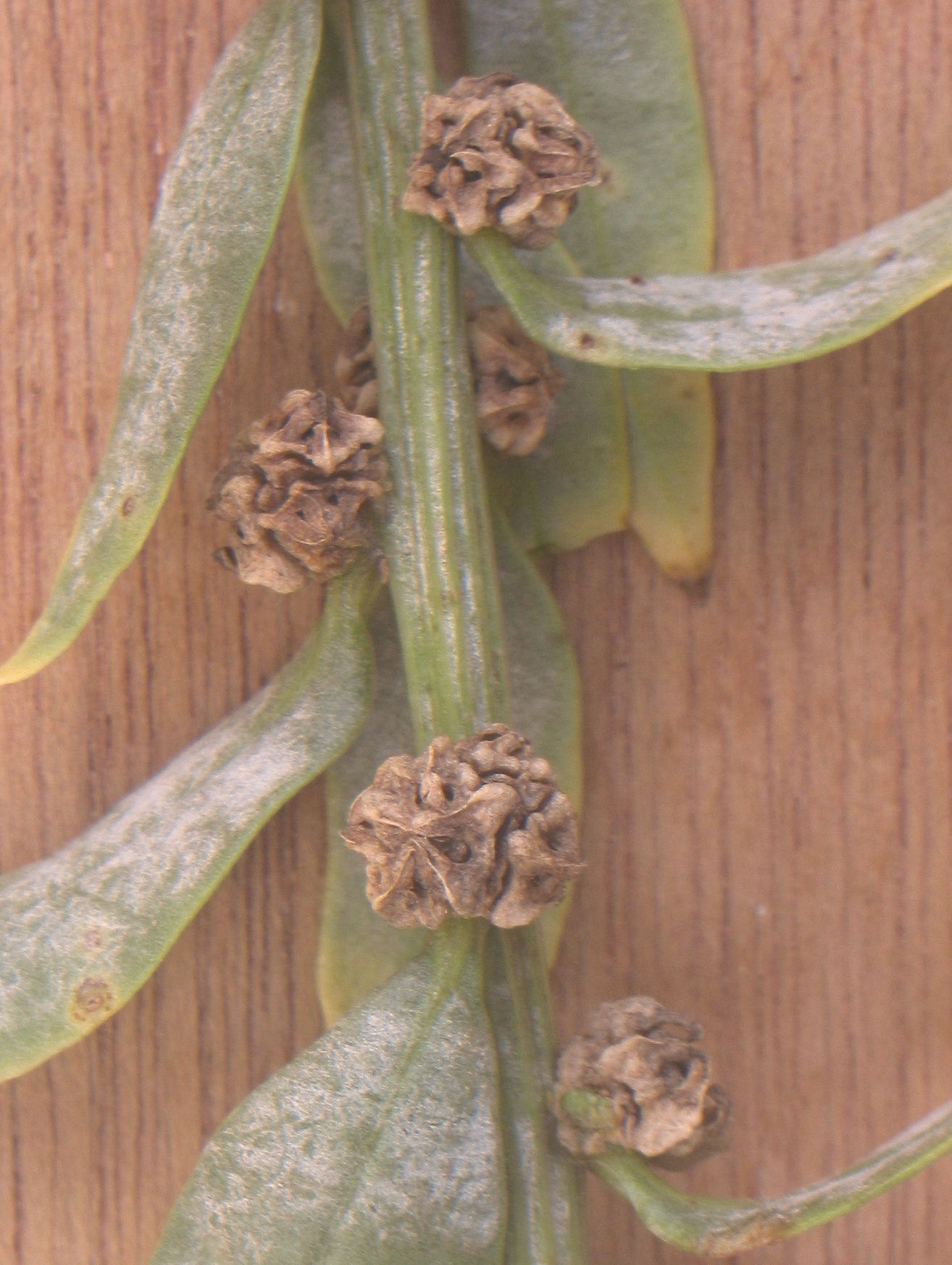
Клубочек сахарной свеклы (Beta vulgaris L.) в стадии созревания семян
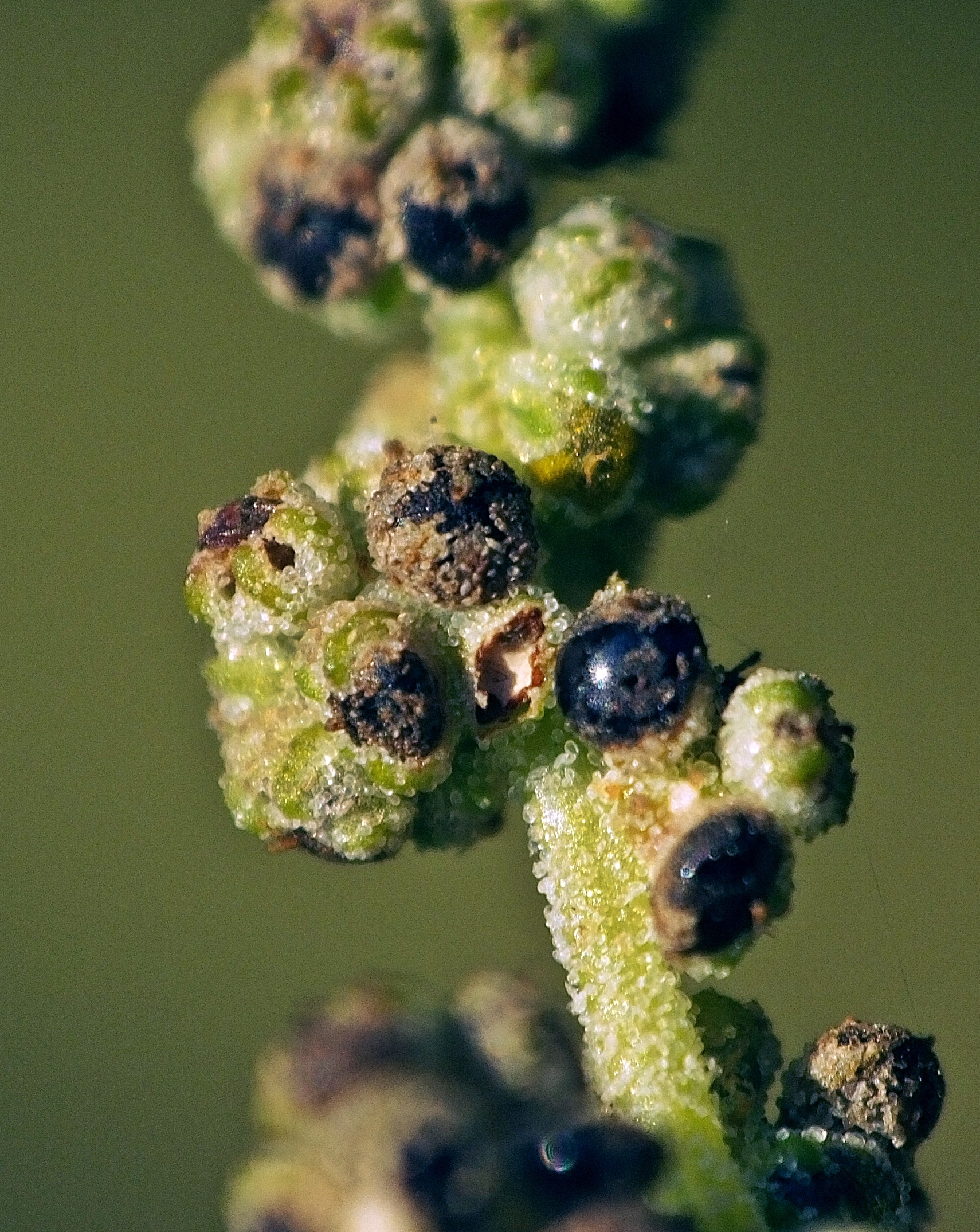
Клубочек мари вонючей (Chenopodium vulvaria L.) в стадии созревания семян
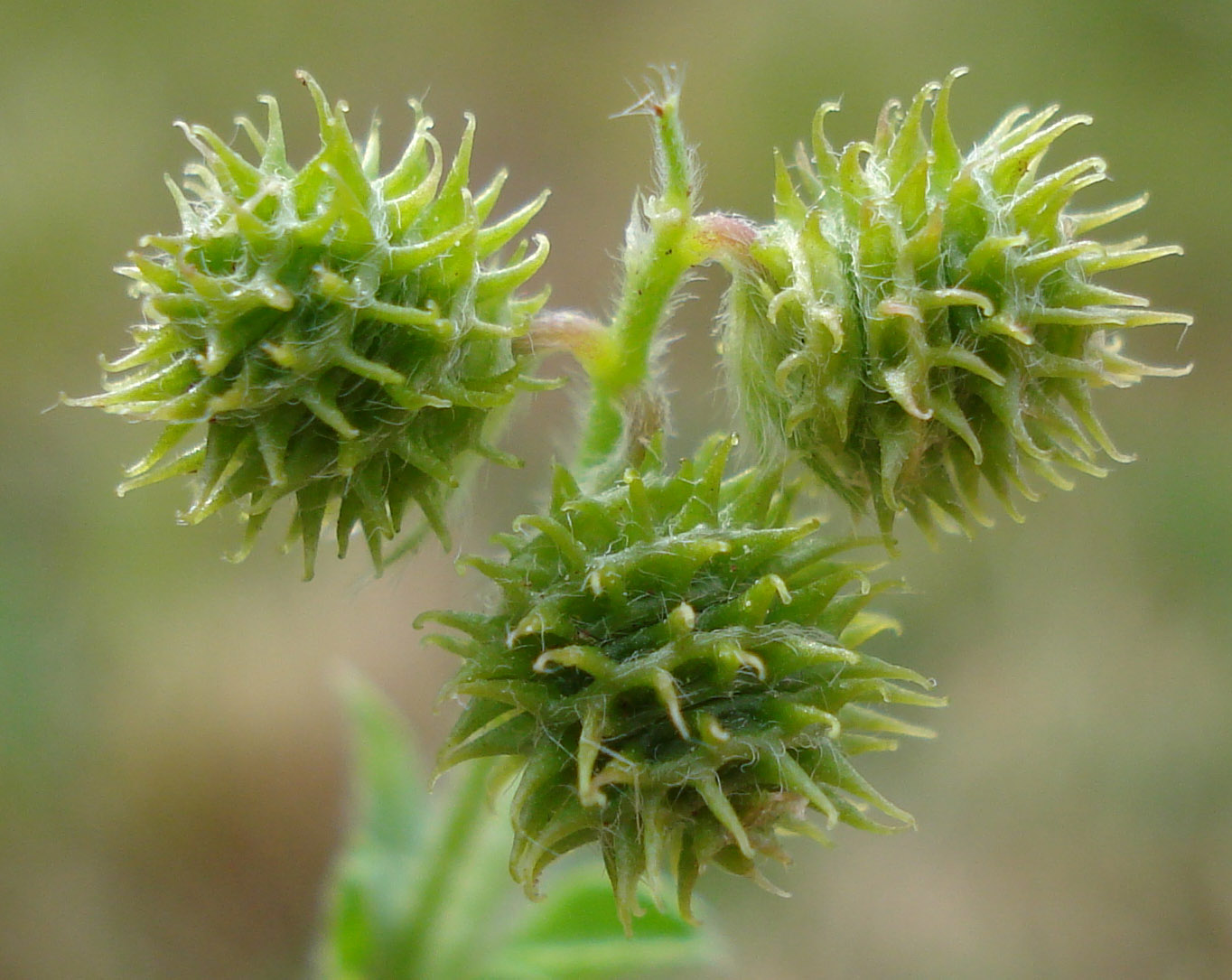
Клубочек
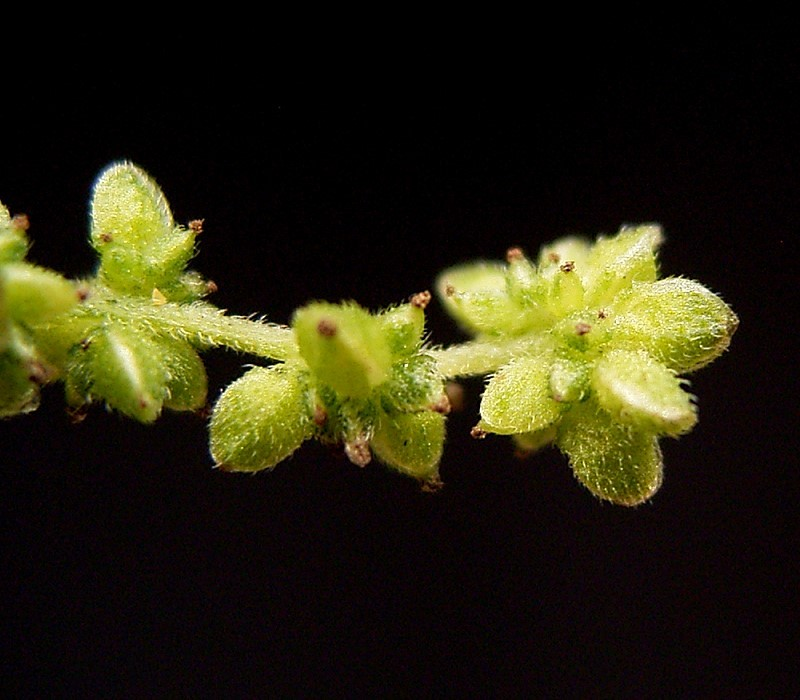
Клубочек

- Клубочек люцерны маленькой (Medicago minima (L.) Bartal.)
- Клубочек крапивы двудомной (Urtica dioica L.)